# 廣東省科學館
廣東省科學館（英語：Guangdong Science Hall，簡稱：GDSH），是廣東省廣州市內一座科技活動場館，位於連新路北段，中山紀念堂西側，原址是廣州特別市警察家屬學校。其為共和國時代建立的全國第一座科學館，是華南科學活動的中心。
广东科学馆大楼由著名建築師林克明設計，譚榮典、丘文傅等建築師亦有參與，市第一建築工程公司施工，1957年動工，1958年竣工，2005年到2007年間內部進行過裝修改造。大楼整體建築為綠瓦水刷石牆4層大樓，俯視為工字形，內設有科學圖書館和高標準閱覽室，千人大禮堂與各類辦公室等。

## 古蹟
被定為廣州市文物保護單位的越王井，現時在科學館大院內北端傍應元路的牆腳。

## 交通
- 巴士站：三元宮站  中山紀念堂站  應元路站  解放北（應元路口）站  市總工會站
- 地铁：█2号线 紀念堂站C出口

## 外部連結
- 廣東省科學館
- 廣東科學中心